# Fredrik Bakkman
För andra betydelser, se Fredrik Johansson.
Fredrik Bakkman, tidigare Johansson, född den 29 juli 1986 i Borås, är en svensk orienterare som ingick i stafettlaget som tog guld vid VM 2014 samt laget som tog silver vid EM 2012. Han har även ett JVM-silver i stafett och ett SM-guld på ultralång distans.